# Bultaco Astro
La Bultaco Astro fou un model de motocicleta fabricat per Bultaco entre 1971 i 1979, dissenyat per a la pràctica del Flat track (també anomenat Dirt track) i més concretament per a la seva modalitat de pista curta o short track. Era, doncs, un model creat exclusivament per al mercat nord-americà, on aquesta disciplina de motociclisme en pista oval -de terra i de cendra- és molt popular.
Als EUA, l'Astro assolí aviat prestigi gràcies a les seves victòries en curses importants arreu del territori, esdevenint objecte de culte entre els afeccionats. Actualment, en aquell país s'hi organitza un campionat de dirt track reservat a aquestes motos clàssiques, anomenat Bultaco Astro Cup, i al mateix temps és habitual veure'n models restaurats competint en curses per a motos d'època. A la resta del món, però, l'Astro ha estat sempre un dels models més desconeguts de la marca, essent una de les Bultaco més preuades pels col·leccionistes. De les poques unitats existents als Països Catalans, la majoria foren importades dels EUA durant la dècada de 1970 a preus elevats, en alguns casos amb la finalitat de ser emprades -amb modificacions mínimes- en pujades de muntanya i fins i tot en alguna de les poques curses de Dirt track que es disputaren a Barcelona cap a finals d'aquella dècada.
Qualificada sovint com a la Bultaco més bonica mai fabricada, al llarg de la seva vida comercial se'n produïren diverses versions en tres cilindrades diferents (250, 325 i 360 cc), totes elles amb les mateixes característiques generals: motor de dos temps monocilíndric refrigerat per aire, bastidor de simple bressol en tub d'acer, un únic fre de disc al darrere i amortidors de forquilla convencional davant i telescòpics darrere. Com a tret comú a totes les motos de Dirt track, l'Astro mancava de fre al davant, ja que en aquesta disciplina es frena només amb el del darrere i es negocien els revolts a base de derrapades controlades.

## Història

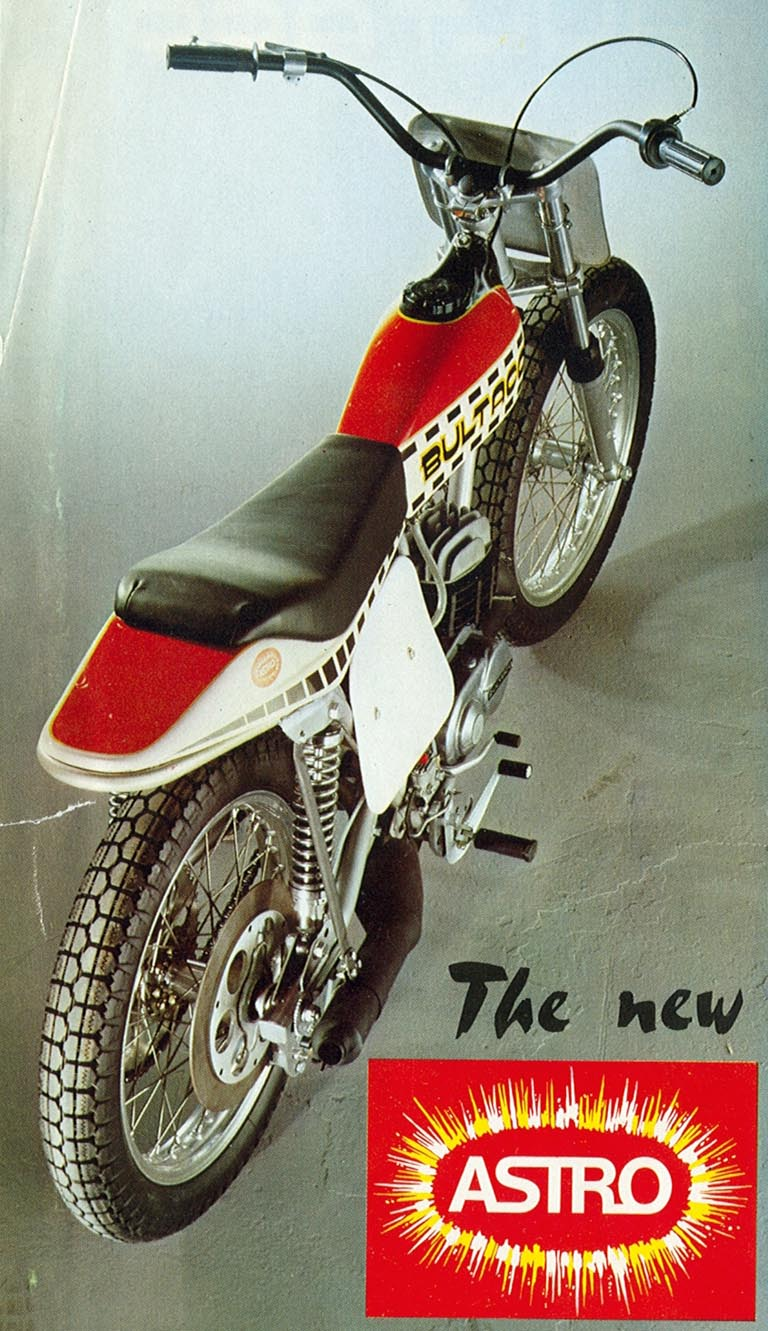
Publicitat de l'Astro 250 de 1976

A finals de la dècada de 1960, les curses de motociclisme que atreien més afeccionats als EUA eren les del Short Track National (campionat inter-estatal d'aquesta modalitat). Per a competir-hi, els americans feien servir grosses Harley Davidson, a més de pesades monocilíndriques i bicilíndriques britàniques, modificades per a derrapar a altes velocitats. Durant aquells anys començaven a introduir-s'hi també les potents marques japoneses (Honda, Yamaha, etc.). A la mateixa època, les Bultaco gaudien de gran prestigi als EUA en curses de desert (model El Bandido) i motocròs (model Pursang). Atès el bon rendiment de les Pursang, els corredors de pista oval en començaren a fer servir en competicions d'aquesta mena, amb molt bons resultats.
Bultaco, interessada a aconseguir èxits esportius de ressò a l'important mercat nord-americà, decidí el 1971 d'enviar-hi unes quantes unitats preparades a la fàbrica, a instàncies de John Grace (aleshores responsable d'aquell mercat). Aquelles motocicletes, gairebé iguals estèticament a les Pursang de l'època, pilotades per Alan Kenyon i Jim Odom aconseguiren sengles victòries contra pronòstic al Madison Square Garden i al Astrodome de Houston, guanyant a les marques japoneses (entre les quals la Yamaha de Kenny Roberts). En total, des de finals del seixanta fins a començaments dels setanta les Bultaco aconseguiren guanyar a l'Astrodome de Houston durant nou anys consecutius. A la categoria de Short Track National, Jim Odom aconseguí imposar-se a les Harley Davidson, Yamaha, OSSA, BSA i Triumph. L'acompanya Wayne Hosaka amb una altra Bultaco. També a la classificació Junior les Bultaco ocuparen la segona i tercera plaça del podi, pilotades per Gary Scott i Mike Kidd, sense aconseguir però desbancar el mític Kenny Roberts i la seva Yamaha bicilíndrica. Els nou triomfs aconseguits a l'Astrodome serviren d'inspiració per a batejar al nou model de Dirt Track de Bultaco amb el nom d'Astro.

## Característiques
Totes les Astro es derivaren de la Pursang, començant pel primer model fabricat, el 90 de 1971 (evolució molt lleu de la Mk5), fins al darrer de tots, el 195 de 1979, que partia de la Mk10.
Al començament, el departament de prototipus de Bultaco creà una moto adaptada a les necessitats del dirt track tot partint de la base d'una Pursang. Conservant encara el mateix motor i xassís, es modificà el basculant per a variar-ne la distància entre eixos. També es modificaren els estreps i es traslladà el canvi al mateix costat que el fre del darrere, el dret, ja que els revolts de les pistes ovals són sempre d'esquerres i, per tant, el peu d'aquest costat resta gairebé tot el temps controlant la derrapada sobre el terra. Contràriament, el peu dret treballa el doble en tenir la missió de canviar de marxa i frenar.
Pel mateix motiu els estreps anaven situats a diferent alçada: el de l'interior del revolt més amunt i el de l'exterior més avall, essent també més còmode.
El manillar era especial, més ample i alt (com les banyes de les vaques dels rodeos) i la frenada es feia simplement amb el disc posterior, no gaire potent.

## Versions
Se'n fabricaren versions en tres cilindrades diferents:
- 244,29 cc (models 90, 105, 145, 163 i 195), amb una potència de 42 CV a 9.300 rpm
- 326,203 cc (model 106), amb una potència de 50,4 CV a 8.500 rpm
- 363,168 cc (models 123, 146 i 164), amb una potència de 40,03 CV a 7.000 rpm

Inicialment, anaven totes equipades amb carburador Amal 1038 (tot i que de les darreres versions n'hi havia alguna amb carburador Lectron) i disc posterior Brembo. La roda del davant canvià també de 21 a 19 polzades, i el seu ample de 3 a 3,5 polzades. Les sèries finals incorporaven, en comptes d'aleta posterior, una cua de fibra inspirat en l'estil de les Yamaha, fins i tot més bonic. El pes oscil·lava entre 101 i 102 quilos.

### Llista de versions produïdes
| Id. Model | Versió | Cilindrada  | Anys        | Núm. Sèrie                         | Pintura dipòsit                    |
| --------- | ------ | ----------- | ----------- | ---------------------------------- | ---------------------------------- |
| 90        |        | 250         | 1971 - 1972 | 90.000.001                         | Vermell i blanc                    |
|           |        |             |             |                                    |                                    |
| 105       | Mk6    | 250         | 1972 - 1973 | 105.000.001                        | ?                                  |
| 106       | Mk6    | 350         | 1972 - 1973 | 106.000.001                        | ?                                  |
|           |        |             |             |                                    |                                    |
| 123       |        | 360         | 1973 - 1974 | 123.000.001                        | ?                                  |
|           |        |             |             |                                    |                                    |
| 145       |        | 250         | 1974 - 1976 | 145.000.001                        | Blau i blanc amb ratlles negres    |
| 146       | 360    | 146.000.001 | 1974 - 1976 | Vermell i blanc amb ratlles negres |                                    |
|           |        |             |             |                                    |                                    |
| 163       |        | 250         | 1976 - 1977 | 163.000.001                        | Blau i blanc amb ratlles negres    |
| 164       | 360    | 164.000.001 | 1976 - 1977 | ?                                  |                                    |
|           |        |             |             |                                    |                                    |
| 195       |        | 250         | 1977 - 1979 | 195.000.001                        | Vermell i blanc amb ratlles negres |

### Model 90
Fitxa tècnica
| Bultaco Astro #90 | Bultaco Astro #90     |
| ----------------- | --------------------- |
|                   | 250                   |
| Núm. Sèrie        | 90.000.001            |
| Anys              | 1971 - 1972           |
| CC                | 244,29                |
| CV                | 42 a 9.300 rpm        |
| Carburador        | Amal 1038             |
| Suspensió davant  | Forquilla telescòpica |
| Suspensió darrera | Amortidors hidràulics |
| Pneumàtic davant  | 3,00 x 21             |
| Frens davant      | - Cap -               |
| Frens darrera     | 1 disc                |
| Pes en sec        | 101 Kg                |
| Dipòsit           | Vermell i blanc       |

### MK6
Fitxa tècnica
| Bultaco Astro MK6 | Bultaco Astro MK6     | Bultaco Astro MK6     |
| ----------------- | --------------------- | --------------------- |
|                   | 250                   | 360                   |
| Id. Model         | 105                   | 106                   |
| Núm. Sèrie        | 105.000.001           | 106.000.001           |
| Anys              | 1972 - 1973           | 1972 - 1973           |
| CC                | 244,29                | 326,203               |
| CV                | 42 a 9.300 rpm        | 50,4 a 8.500 rpm      |
| Carburador        | Amal 1038             | Amal 1038             |
| Suspensió davant  | Forquilla telescòpica | Forquilla telescòpica |
| Suspensió darrera | Amortidors hidràulics | Amortidors hidràulics |
| Pneumàtic davant  | 3,00 x 21             | 3,00 x 21             |
| Frens davant      | - Cap -               | - Cap -               |
| Frens darrera     | 1 disc                | 1 disc                |
| Pes en sec        | 101 Kg                | 102 Kg                |

### Model 123
Fitxa tècnica
| Bultaco Astro #123 | Bultaco Astro #123    |
| ------------------ | --------------------- |
|                    | 360                   |
| Núm. Sèrie         | 123.000.001           |
| Anys               | 1973 - 1974           |
| CC                 | 363,168               |
| CV                 | 40,03 a 7.000 rpm     |
| Carburador         | Amal 1038             |
| Suspensió davant   | Forquilla telescòpica |
| Suspensió darrera  | Amortidors hidràulics |
| Pneumàtic davant   | 3,00 x 21             |
| Frens davant       | - Cap -               |
| Frens darrera      | 1 disc                |
| Pes en sec         | 102 Kg                |

### Models 145 i 146
Fitxa tècnica
| Bultaco Astro      | Bultaco Astro                   | Bultaco Astro                      |
| ------------------ | ------------------------------- | ---------------------------------- |
|                    | 250                             | 360                                |
| Id. Model          | 145                             | 146                                |
| Núm. Sèrie         | 145.000.001                     | 146.000.001                        |
| Anys               | 1974 - 1976                     | 1974 - 1976                        |
| CC                 | 244,29                          | 359                                |
| Diàmetre x Carrera | ?                               | 84,5 x 64 mm                       |
| CV                 | 42 a 9.300 rpm                  | 46,63                              |
| Carburador         | Amal 1038                       | Mikuni                             |
| Canvi              | ?                               | 5 velocitats                       |
| Suspensió davant   | Forquilla telescòpica           | Forquilla telescòpica              |
| Suspensió darrera  | Amortidors hidràulics           | Amortidors hidràulics              |
| Pneumàtic davant   | 3,00 x 21                       |                                    |
| Frens davant       | - Cap -                         | - Cap -                            |
| Frens darrera      | 1 disc                          | 1 disc                             |
| Pes en sec         | 101 Kg                          | 97,5 Kg                            |
| Dipòsit            | Blau i blanc amb ratlles negres | Vermell i blanc amb ratlles negres |

### Models 163 i 164
Fitxa tècnica
| Bultaco Astro      | Bultaco Astro                                         | Bultaco Astro         | Bultaco Astro |
| ------------------ | ----------------------------------------------------- | --------------------- | ------------- |
|                    | 250                                                   | 360                   |               |
| Id. Model          | 163                                                   | 164                   |               |
| Núm. Sèrie         | 163.000.001                                           | 164.000.001           |               |
| Anys               | 1976 - 1977                                           | 1976 - 1977           |               |
| CC                 | 244,29                                                | 363,168               |               |
| Diàmetre x Carrera | 72 x 60 mm                                            | ?                     |               |
| CV                 | 35,2 a 8.000 rpm                                      | 40,03 a 7.000 rpm     |               |
| Parell motor       | 6,1 kgm a 4800 rpm                                    |                       |               |
| Carburador         | AMAL 932 - 32 mm                                      | Amal 1038             |               |
| Canvi              | 4 velocitats                                          | ?                     |               |
| Suspensió davant   | Forquilla telescòpica de 165 mm                       | Forquilla telescòpica |               |
| Suspensió darrera  | Amortidors hidràulics de 100 mm Basculant de tub rodó | Amortidors hidràulics |               |
| Pneumàtic davant   | 3,00 x 21                                             | 3,00 x 21             |               |
| Pneumàtic darrera  | 4,00 x 18                                             |                       |               |
| Frens davant       | - Cap -                                               | - Cap -               |               |
| Frens darrera      | 1 disc de 240 mm amb pinça 2 pistons                  | 1 disc                |               |
| Pes en sec         | ?                                                     | 102 Kg                |               |
| Dipòsit            | Vermell i blanc amb ratlles negres (4,5 litres)       | ?                     |               |

### Model 195
Fitxa tècnica
| Bultaco Astro #195 | Bultaco Astro #195                            |
| ------------------ | --------------------------------------------- |
|                    | 250                                           |
| Núm. Sèrie         | 195.000.001                                   |
| Anys               | 1977 - 1979                                   |
| CC                 | 246,3                                         |
| Diàmetre x Carrera | 70 x 64 mm                                    |
| Compressió         | 12:1                                          |
| Carburador         | Lectron 38 mm                                 |
| Canvi              | 5 velocitats                                  |
| Suspensió davant   | Forquilla telescòpica                         |
| Suspensió darrera  | Amortidors hidràulics                         |
| Pneumàtic davant   | 3,50 x 19                                     |
| Pneumàtic darrera  | 3,50 x 19                                     |
| Frens davant       | - Cap -                                       |
| Frens darrera      | 1 disc Brembo de 220 mm                       |
| Dipòsit            | Vermell i blanc amb ratlles negres (5 litres) |